# 1959 Карбишев
1959 Карбишев (1959 Karbyshev) — астероїд головного поясу, відкритий 14 липня 1972 року.
Тіссеранів параметр щодо Юпітера — 3,561.